# Clorambucil
Clorambucil (cu denumirea comercială Leukeran) este un medicament chimioterapic utilizat în tratamentul leucemiei limfocitare cronice (LLC), limfomului Hodgkin și a limfomului non-Hodgkin. Este medicamentul preferat în tratamentul LLC. Calea de administrare este orală.
Se află pe lista medicamentelor esențiale ale Organizației Mondiale a Sănătății. Din punct de vedere structural, este un derivat de azot-iperită și face parte din categoria agenților alchilanți.